# Distretto di Omhajer
Il distretto di Omhajer è uno dei quattordici distretti della regione di Gasc-Barca, in Eritrea. Ha per capoluogo la città di Omhajer.